# Волково (Донецкая область)
Волково (укр. Вовкове) — село на Украине, находится в Покровском районе Донецкой области.
Код КОАТУУ — 1422784502. Население по переписи 2001 года составляет 23 человека. Почтовый индекс — 85360. Телефонный код — 623.

## История
2 января 2025 года, в ходе боёв за Покровск, ВС РФ захватили село.

## Адрес местного совета
85360, Донецкая область, Покровский р-н, с.Песчаное, ул.Центральна, 5, тел. 5-38-2-48